# Abechuco (barrio)
Abechuco (en euskera y según la Real Academia de la Lengua Vasca Abetxuku, y oficialmente Abetxuko) es un barrio perteneciente al municipio de Vitoria (Álava, España). Situado en el extrarradio de Vitoria, conforma un barrio de la ciudad de fuerte personalidad, siendo el único barrio de Vitoria situado en la orilla norte del río Zadorra.

## Historia

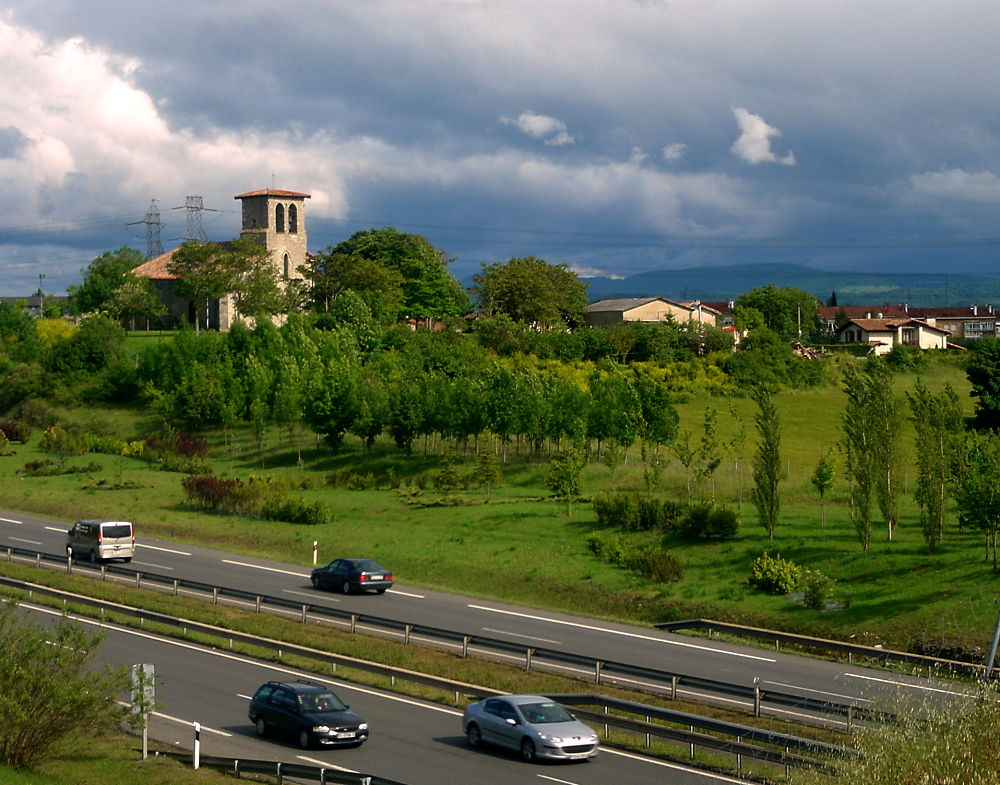
El pueblo de Abechuco se ubica sobre una colina, junto a la que pasa actualmente la autovía A-1.

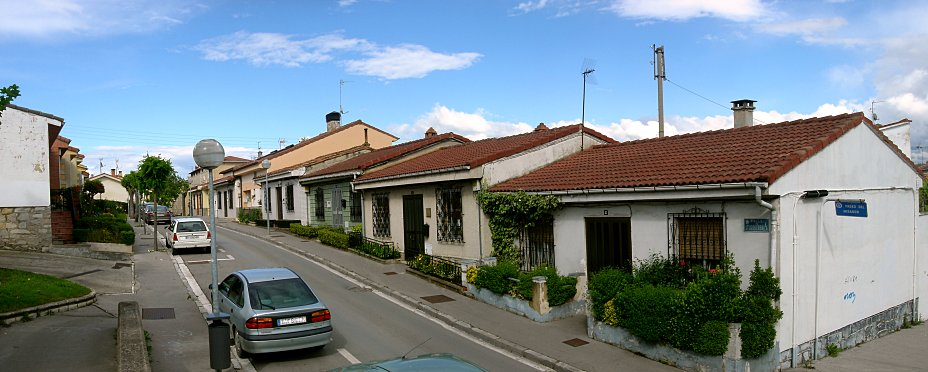
Imagen de las casitas del barrio de Abechuco.

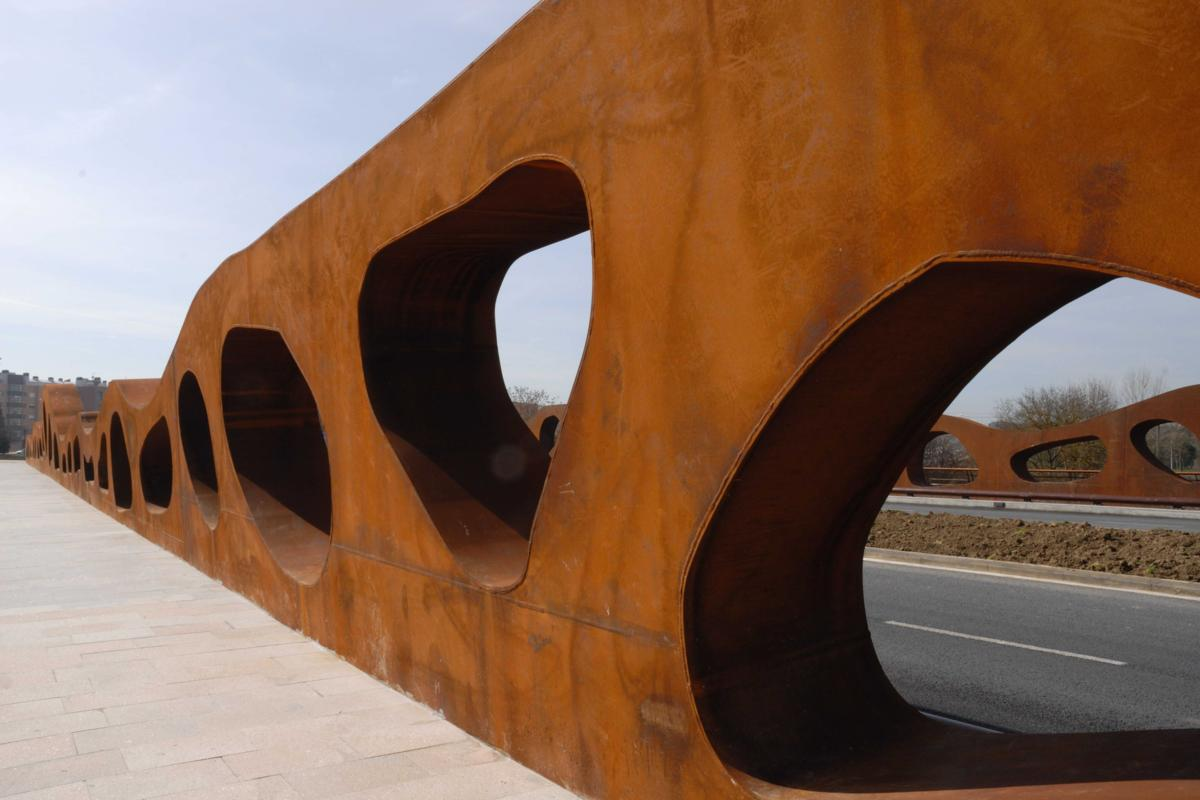
Imagen del Puente de Abechuco.

El concejo de Abechuco es mencionado por primera vez en el Cartulario de San Millán de la Cogolla de 1025, donde aparece bajo la denominación Avoggoco. En 1257 y 1332 aparece como Abuchucu. En 1481 aparece mencionado tanto como Abechuco como Abechucu. En diferentes documentos del siglo XVI y XVII aparece mencionado como Abechucu o Abechuqu, también como Avechuco. Es a partir del siglo XVII cuando empieza a consolidarse la forma que ha llegado hasta tiempos modernos, Abechuco. En un principio el nombre vasco de la localidad fue una simple adaptación a la grafía vasca, que es la que se oficializó. Sin embargo en 2001 la Real Academia de la Lengua Vasca propuso la forma Abetxuku como nombre de la población en euskera. Una de las etimologías sugeridas para el nombre del pueblo es «lugar de arándanos» del vasco ahabi+txoko.
Antigua aldea de las afueras de Vitoria, quedó definitivamente ligada a la jurisdicción de la villa de Vitoria, tras un pleito que mantuvo esta con la Cofradía de Arriaga en el siglo XIV. El rey Alfonso XI concedió la jurisdicción de Vitoria sobre Abechuco, así como sobre otras 41 aldeas que estaban en litigio entre el concejo de Vitoria y la Cofradía de Álava.
Mantuvo unas dimensiones modestas hasta finales de la década de 1950. Fue el más extenso de los pueblos que crecieron en aquella época en el extrarradio de la ciudad de Vitoria. Apoyándose en el núcleo rural preexistente, la urbanización de Abechuco fue promovida en 1957 por el Ayuntamiento y la Caja de Ahorros Municipal de Vitoria, como una urbanización en el extrarradio de Vitoria y alejada del centro de la ciudad (Según el proyecto municipal, "...para que los trabajadores vivan cerca de sus centros de trabajo"). Fue creada para alojar a la creciente emigración interior (andaluces, leoneses, extremeños, gallegos, castellanos...). Abechuco fue edificada en dos fases, con construcciones unifamiliares en la primera (algunas construidas por sus mismos propietarios) y de bloques en la segunda. En 1966 ya contaba con 2.775 habitantes, una cifra ligeramente inferior a la actual.
Su aislamiento y lejanía del resto de la ciudad, de la que separaban el río Zadorra y el pueblo de Arriaga, la condición de marginal (dada por sus creadores: el propio Ayuntamiento y la Caja Municipal), el carácter de inmigrantes de la práctica totalidad de sus habitantes, la escasa calidad de sus viviendas, etcétera y sobre todo, el trato dado por la prensa y la radio de aquellos tiempos, dieron una injustificada fama a Abechuco dentro de Vitoria. Se trataba fundamentalmente de conseguir que el emigrante no se mezclara con los "pobladores autóctonos" y de crear el rechazo por parte de estos.
En la actualidad, estos prejuicios son inexistentes y dado el crecimiento de la ciudad, está ya integrado en la misma. La construcción de un puente escultórico y la llegada del tranvía en julio de 2009 ha contribuido notablemente a ello. Se han construido nuevas viviendas tanto públicas como privadas; y se da la paradoja de que las antaño vilipendiadas "casitas" de Abechuco, ahora son objeto de codiciado deseo para la mayoría de los vitorianos. Abechuco ha mejorado mucho. Fundamentalmente y gracias a sus propios vecinos, a través de sus distintos grupos vecinales, lo que ha hecho que el barrio-pueblo cuente con una fuerte identidad, un importante movimiento asociativo y un gran arraigo de sus "nativos". En la actualidad cuenta con 3327 habitantes (2012).

## Transporte

### Autobús
Con la fundación de Tuvisa en 1967, el barrio es uno de los primeros de Vitoria en contar con una línea de transporte público de autobús. Durante los primeros años de la existencia del barrio, este contaba con una única parada situada en la plaza de Venta de la Caña, donde el autobús finalizaba su recorrido.
En los años posteriores, los vecinos del barrio reivindican la necesidad de que el autobús rodeara el barrio para dar una mejor cobertura, y finalmente consiguen que el autobús diese toda la vuelta al mismo; a partir de entonces el barrio contará con 4 paradas (Presa s/n, plaza del Cristo, Los Nogales y la parada de Kañabenta). Durante años el autobús ha trasportado gente desde la zona centro hasta el barrio con una frecuencia de 15 minutos, siendo la tercera línea de la antigua red de Tuvisa (eliminada el 30 de octubre de 2009).
En la actualidad, el autobús sólo realiza servicios en el barrio si el ramal del tranvía comprendido entre las paradas de Abetxuko e Intermodal, se ve afectado por avería o accidente. Siendo así, Tuvisa habilitaría un autobús para cubrir el tramo entre las citadas paradas de tranvía para conectar con las partes de esta red en funcionamiento, y también con las líneas de autobús de Tuvisa.
En 2022, el autobús comienza su ascensión al barrio de nuevo en el formato Gautxori y sólo si lo solicita una mujer a demanda, ya que el recorrido interno del barrio únicamente se realiza en estos casos.
A día de hoy, los vecinos siguen pidiendo la llegada del autobús que les comunique con otras partes de Vitoria que no sean el centro de la ciudad, ya que los vecinos tienen otras necesidades como poder llegar a barrios de Lakua o Zabalgana de manera más ágil y sin necesidad de hacer transbordos con otras líneas, o el acercamiento a la zona hospitalaria de Txagorritxu; ya que parte de la población está envejecida y tienen unas necesidades de desplazamiento diferentes.

### Tranvía
Con la llegada del tranvía al barrio el 10 de julio de 2009, los vecinos vuelven a mostrar preocupación por el transporte público; puesto que existía preocupación por si iba a quedar limitado a la parte de abajo del barrio como antaño pasó con el bus. Finalmente, Tuvisa pone en marcha una lanzadera para que todo el barrio cuente con trasporte propio, un autobús que subía al barrio cada vez que llegaba el tranvía al mismo.
Con la ampliación del metro ligero en el barrio, aumentan las quejas vecinales contra este transporte por temas como el peligro por derrumbes de casas, la eliminación de aparcamientos, el riesgo de atropellos y colisiones, etc. Tras grandes protestas, el tranvía se incorpora en septiembre de 2012 por la calle El Cristo hacia el final de la calle Araka (en frente de la iglesia de San José Obrero). A partir de entonces solo medio barrio cuenta con trasporte público, quedando la otra mitad sin él y teniendo que desplazarse más de 200 metros para llegar a alguna de las paradas, puesto que la lanzadera es suprimida.

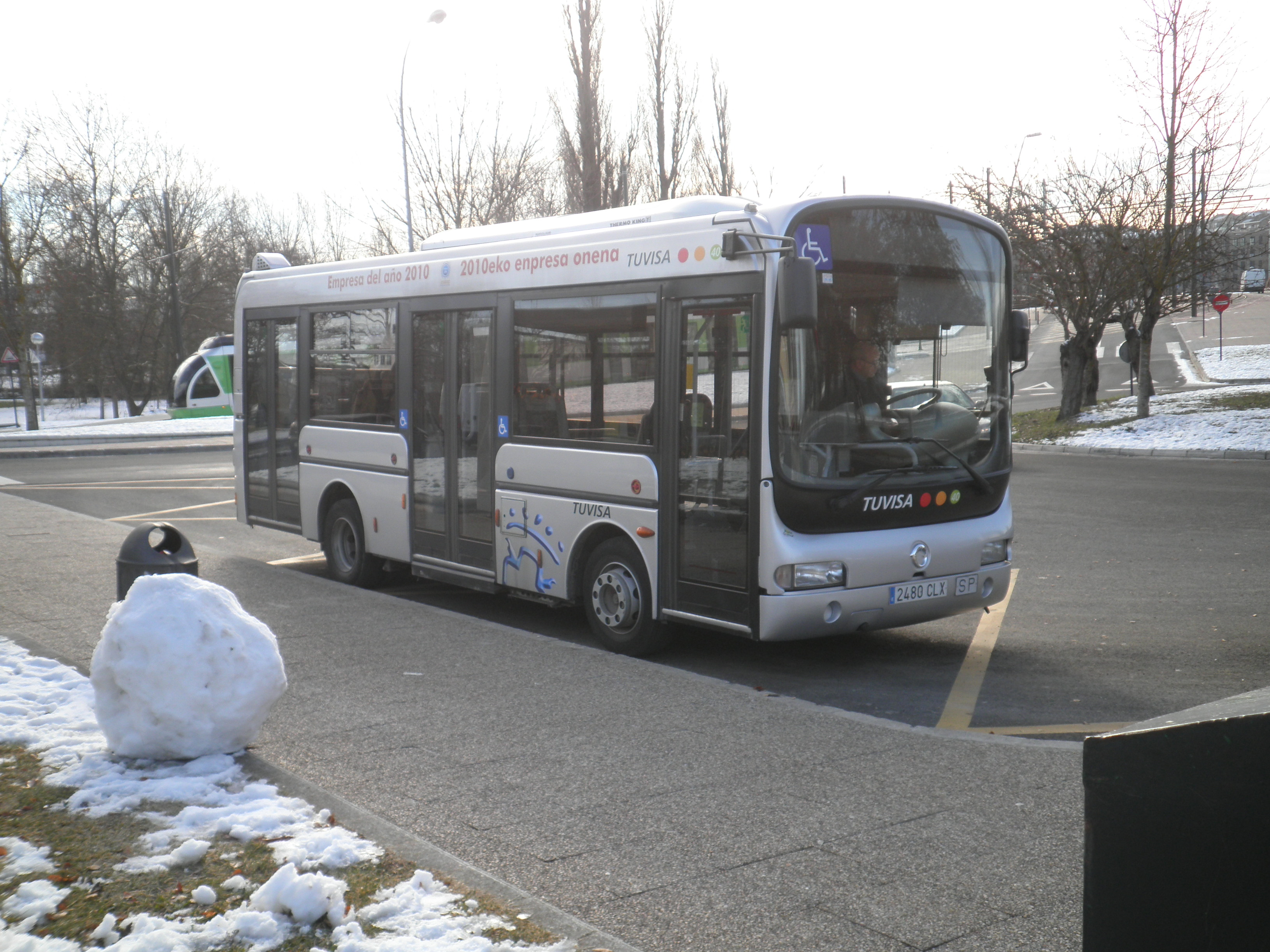
Uno de los minibuses del casco histórico que se empleó para el servicio de lanzadera (julio de 2009 - septiembre de 2012)

Las estaciones existentes son Abetxuko, Kristo y Kañabenta (esta última redenominada por dejar de ser la parada final). El tranvía funciona con la misma frecuencia que la antigua línea 3 Abetxuko-Catedral; y por las noches de los fines de semana, Tuvisa reaparece en el barrio estableciendo la primera línea del servicio de Gautxori. La parada de Kañabenta es la única parada de bus que no ha sido eliminada, siendo utilizada como parada de Gautxori y autobús escolar.
Desde el 1 de abril de 2023, los vecinos de los barrios de Abetxuko y Arriaga dejan de estar relegados en tranvía solamente hasta el centro de Vitoria, pudiendo llegar hasta los barrios de Adurza y San Cristóbal, así como al Campus Universitario de Álava de la EHU-UPV con la misma línea de tranvía; dados los cambios realizados en dicho mes en la red del tranvía de Vitoria, por la cual se establecía la nueva ruta del metro ligero por Salburua.

## Servicios

### Recogida de residuos
La recogida de residuos la lleva a cabo la misma contrata que gestiona los residuos en Vitoria, por lo que se cuenta con servicio de recogida de basuras y limpieza de calles. Existe un servicio mixto de recogida de los contenedores grises, puesto que debido a lo estrechas que son las calles un contenedor normal ocuparía demasiado espacio. El barrio fue uno de los primeros de Vitoria en incorporar la recogida selectiva de materia orgánica, siendo junto a los barrios de Arriaga y Lakua 12, los pioneros en poseer este sistema de recogida por contenedores. A partir de febrero de 2023 y sumándose al resto de barrios de Vitoria, el barrio dispone de nuevos contenedores para la fracción orgánica al que se accede haciendo uso de la tarjeta municipal o un APP móvil.
Una vez al mes, el barrio recibe la visita del llamado Punto Verde Móvil donde los habitantes pueden depositar sus residuos peligrosos que son generados con menos frecuencia que los urbanos en los domicilios.
Desde 2013, se cuenta con un contenedor para la recogida de residuos reutilizables (sobre todo ropa, calzado y juguetes en buen estado), dichos residuos son gestionados por Caritas y una empresa llamada Koopera. Desde verano de 2019, el barrio cuenta también con 2 contenedores de reciclaje de aceite doméstico.

### Educación
Antiguamente los centros escolares en Abechuco eran más comunes, quedando actualmente dos centros escolares y una guardería. De los centros actuales se cuenta con una Ikastola (donde se imparten clases hasta primaria) y otro centro religioso (donde se imparten clases hasta secundaria), es por ello que los escolares tras terminar sus estudios tendrán que ir a la ciudad a realizar estudios superiores (bachillerato, FP o universidad). Se cuenta con un centro educativo para adultos situado al lado de la residencia.
Antiguamente existía otro colegio, que fue derribado y cuyo solar se aprovechó para la construcción de la residencia para personas mayores Zadorra.

### Sanidad
El barrio cuenta con servicio de atención sanitaria primaria, que se lleva a cabo en las instalaciones de Osakidetza en el ambulatorio. El centro cuenta con servicio de enfermería, pediatría y médico de familia. El edificio se compartía con la oficina de la Caja Vital (Kutxabank) del barrio, que fue cerrada en enero de 2020, quedando solamente operativos los dos cajeros automáticos con los que contaba.

### Residencia
En diciembre del 2013 se inaugura la Residencia Zadorra, que fue construida en el solar del antiguo colegio Luis Eusebio y que posee servicio de residencia para internos y centro de día. La residencia pertenece a la red de residencia de la Diputación Foral de Álava y su construcción se produjo para sustituir y clausurar la residencia del barrio de Arana, lo cual contentó a algunos y disgustó a otros.

### Servicios prestados por el Ayuntamiento
Entre los servicios que presta el Ayuntamiento de Vitoria (y en los que no se incluyen los servicios de limpieza), el barrio cuenta con un centro cívico, que desde el año 1986 da servicio de los vecinos y vecinas del barrio, siendo uno de los primeros centros cívicos de toda la red creada por el ayuntamiento. Se cuenta con una zona para juegos infantiles y otra para los mayores; además se cuenta con servicio de biblioteca, ludoteca y cocina.
El barrio es uno de los pocos de Vitoria que puede "presumir" de tener dos polideportivos. El primero (polideportivo Viejo), que es el que se sitúa en la plaza Mayor (epicentro durante la celebración de las fiestas), actualmente es un frontón cubierto que cuenta con una afluencia regular de visitantes. Posteriormente se construyó un polideportivo de mayor capacidad (polideportivo Nuevo) para albergar otro tipo de espacios y que, a principios de siglo, fue ampliado para albergar dos piscinas (una pequeña y otra grande); aparte tiene otros servicios como campo de fútbol sala, gimnasio, salas para pádel, etc. Durante la preparación de los carnavales, el barrio ensaya las coreografías en la cancha de fútbol del polideportivo nuevo.
Al lado del polideportivo Nuevo, se encuentra el campo de fútbol de barrio, imagen típica de muchos barrios de Vitoria en los que una gran mayoría cuentan con centro cívico, polideportivo (en algunos lugares en el mismo edificio del centro cívico) y su campo de fútbol.

### Parques
El barrio tiene un número bastante considerable de parques pese a su pequeña extensión, actualmente existen unas 6 zonas de juegos para los más pequeños con columpios; además los mayores cuenta con un parque para poder realizar ejercicios físicos.

## Callejero
A continuación se detalla el callejero del barrio.
- Calle El Cristo: es la calle principal del barrio, donde se encuentra parte del trazado del tranvía del barrio y la parada de Kristo. Atraviesa todo el barrio de este a oeste comunicándose con la mayor parte de las calles del barrio, y comunicando entre sí el barrio y el concejo (conocido como Abechuco el Viejo). Es en esta calle donde también se encuentra el centro sanitario y la caja de ahorros.
- Calle La Presa: antiguamente conocida como calle Zadorra, es la calle que posee las vistas hacia el río Zadorra y sus campas, que son el punto de inicio a las fiestas del barrio. Desde sus campas el tranvía accede a la parte superior del barrio.
- Calle La Ribera: da acceso a los aparcamientos del polideportivo y el campo de fútbol. Desde otoño de 2021 está calle alberga el único supermercado del barrio de la cadena vasca Eroski.
- Calle El Calce: es una de las zonas nuevas del barrio, construida a principios de siglo.
- Calle Aceduia
- Paseo del Mirador
- Plaza Venta de la Caña o Kañabenta: posee la parada del tranvía de Kañabenta y la única parada de autobús que se conserva. Sus escaleras comunican la parte baja del barrio con la más alta, y acaban en la calle Araka. Antiguamente la plaza albergaba un quiosco cercano a la parada del urbano.
- Calle Uribeguela: en esta calle se concentran la mayor parte de los bares del barrio.
- Calle Arriagana: en su parte más alta, se encuentra una de las ampliaciones del barrio de principios de siglo en la que están presentes unos pisos de color blanco. También sirve de acceso al campo de fútbol.
- Calle Iturrizabala: atraviesa el barrio de sur a norte. En dicha calle se encuentra la Ikastola, la Residencia Zadorra y el EPA (centro de educación para adultos). Inicialmente esta calle tenía el nombre de Calle Las Escuelas, dado los 2 centros de enseñanza que se encontraban en el mismo (la Ikastola y el antiguo colegio donde se encuentra la Residencia Zadorra actualmente); con la presencia de una calle de igual denominación en el Casco Histórico de Vitoria, esta calle pasa a ser Iturrizabala.
- Calle Araka: la calle comparte nombre con la base militar que se encuentra a las afueras del barrio, y que comunicaba ambas zonas entre sí, antes de existir el actual paso de la N-1. En su parte final se encuentra el aparcamiento de la plaza Mayor, que posee la parada de Abetxuko y que en fiestas se convierte en el recinto ferial del barrio. En esta calle se encuentra la farmacia.
- Plaza Mayor de Abechuco: es donde se encuentra el frontón (Polideportivo Viejo) y es el epicentro de las fiestas del barrio.
- Plaza 1º de Mayo: alberga la parroquia, la antigua casa parroquial y el segundo colegio del barrio.
- Calle la Iglesia
- Calle Txarrakea
- Calle Cuatro Caminos.
- Plaza de la Cooperativa: es donde se encuentra el centro cívico del barrio.
- Calle de los Tilos
- Calle de los Nogales.
- Pasaje del Ancora: llamada así en recuerdo de la panificadora El Ancora de Abetxuko.
- Calle Abetxuko: es la única calle que pertenece en su totalidad al concejo de Abechuco, es decir, lo que en la actualidad se conoce como Abetxuko el Viejo. A lo largo de la calle se encuentra el Vía crucis (el cual se llena en la Semana Santa vitoriana) y al final se encuentra la ermita del Santo Cristo.
- Calle Pozoaldea: da acceso a las Huertas de Basaldea y es donde se encuentra lo que queda del edificio de la panificadora El Ancora de Abetxuko.
- Calle Ctra. Abetxuko: es la carretera del barrio que comunica la zona sur del barrio con el resto de la ciudad, y el acceso a los concejos de Aránguiz y Mendiguren, así como, también al acceso desde el barrio a la Base Militar de Araka.

## Fiestas patronales
- Mayo, Fiestas de San José Obrero: en este mes se celebran las fiestas patronales del barrio en honor a su patrón San José Obrero. Las fiestas suelen empezar entre los días 29 y 30 de abril y suelen acabar entre el día 1 y el 3 de mayo. El 1 de mayo siempre coincide en fiestas, por ser el día grande de las mismas. Las fiestas siempre se inician con la subida del Ave, una persona se disfrazada de pájaro y subida a unos zancos que ha de recorrer las calles principales del barrio. Las barracas se colocan al final de la calle Araka junto a las Plazas 1.º de Mayo y Mayor de Abetxuko; la plaza mayor alberga el escenario para conciertos y el aparcamiento en el que generalmente se celebra una pequeña exposición de coches clásicos. El local de la asociación de vecinos alberga exposiciones y el resto de calles se alegran con pasacalles. Estas fiestas se celebran coincidiendo con el aniversario del barrio, ya que el 1 de mayo de 1959, se entregaron las llaves de las primeras viviendas a los primeros pobladores del barrio.
- Septiembre, Fiestas de Mikelin: desde hace algunos años se vienen celebrando unas segundas fiestas en el barrio, pero centradas en la zona del concejo, en el que generalmente el último fin de semana de septiembre se celebran las fiestas en honor a Mikelin (San Miguel de Atxa, primer santo y nombre original al que se consagró la ermita del Santo Cristo).

## Anillo Verde

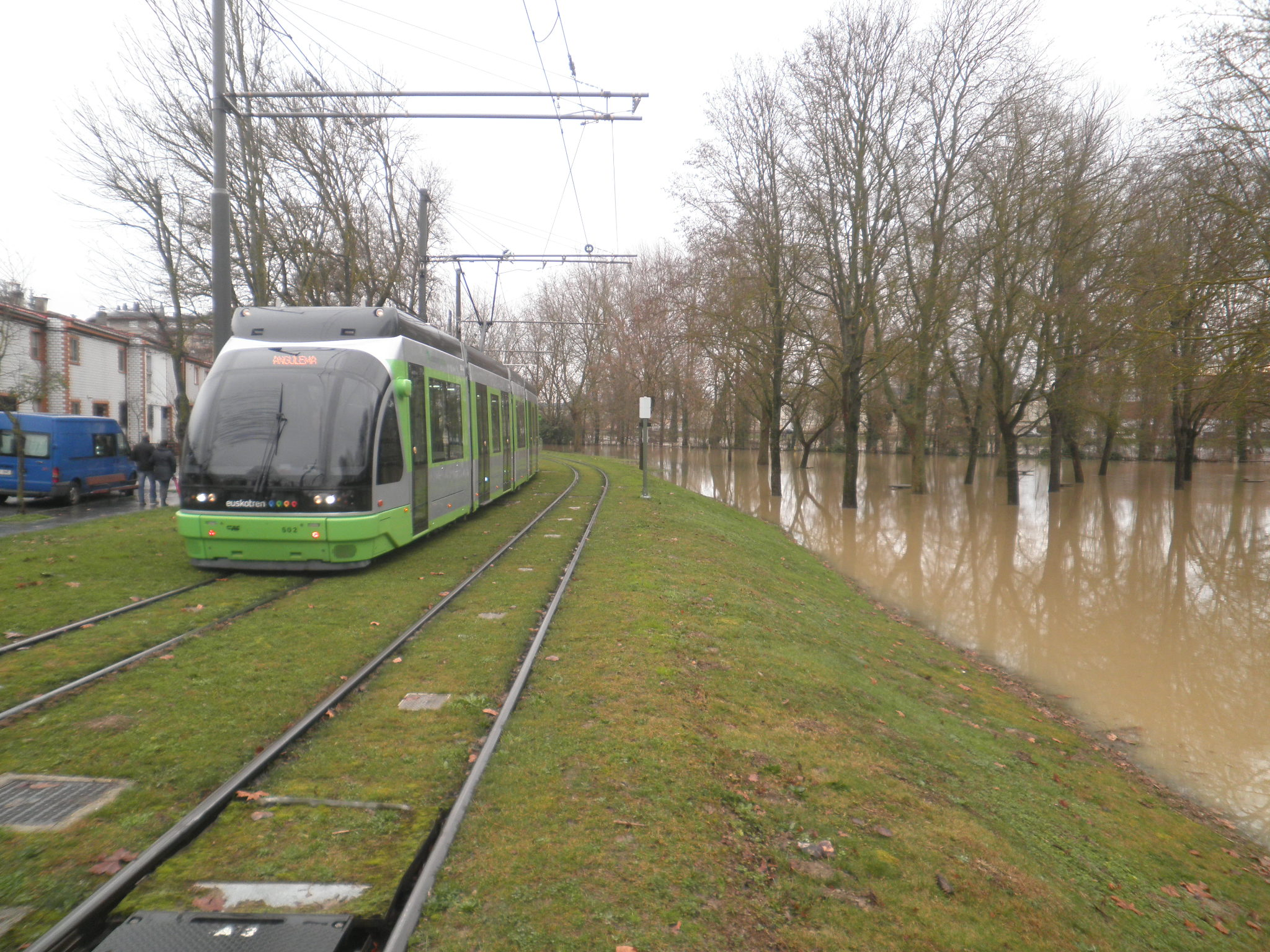
Paso del tranvía por las Campas del Zadorra, que quedaron inundadas en enero de 2013

Abechuco es un barrio con calidad ecológica, debido a que colinda con el propio parque del Zadorra, perteneciente a la red de parques que cierran Vitoria por la periferia.
El río Zadorra ha tenido mucha importancia en la vida del barrio, puesto que antiguamente las inundaciones del mismo eran más frecuentes, llegando el agua incluso a las casas de algunos vecinos. Actualmente el Zadorra no supone muchos problemas en cuanto a inundaciones, puesto que el talud sobre el que se construyó el tranvía ayuda a impedir que el agua pase más allá de las llamadas Campas del Zadorra.
Como corredor ecológico, el Zadorra es un parque lineal que posee dos recorridos por el barrio. El más exterior, es el que comunica con los pueblos de Yurre y Gamarra Mayor y que discurre por la orilla sur del Zadorra (avenida del Zadorra). Una vez se llega a Abetxuko, bien desde Yurre como desde Gamarra, podemos tomar dos caminos, bien pasar por el camino que discurre por debajo de los dos puentes de Abetxuko, bien subir hacia la carretera, cruzar los pasos de cebra y retomar el camino. El otro camino discurre por dentro del barrio, desde el camino que viene de Yurre, se puede tomar la desviación hacia la izquierda, cruzar el puente sobre el Zadorra y llegar a las huertas ecológicas del barrio; posteriormente, se puede continuar hacia el Puente Viejo (aunque el camino, actualmente, no está disponible hasta la finalización de la reforma sobre dicho puente).

### Huertas de Basaldea
Al igual que el parque de Olarizu, el barrio cuenta con una serie de huertas ecológicas que pertenecen al parque del Zadorra y en las que las personas interesadas pueden solicitar al ayuntamiento una zona para poder cultivar, otras zonas son destinadas a asociaciones y en algunas se realizan talleres. Actualmente (2017), las huertas de Basaldea se están ampliando hacia la N-1. Las huertas se pueden visitar, puesto que forman parte del Anillo Verde.

## Monumentos

### Ermita de San Miguel de Atxa o del Santo Cristo

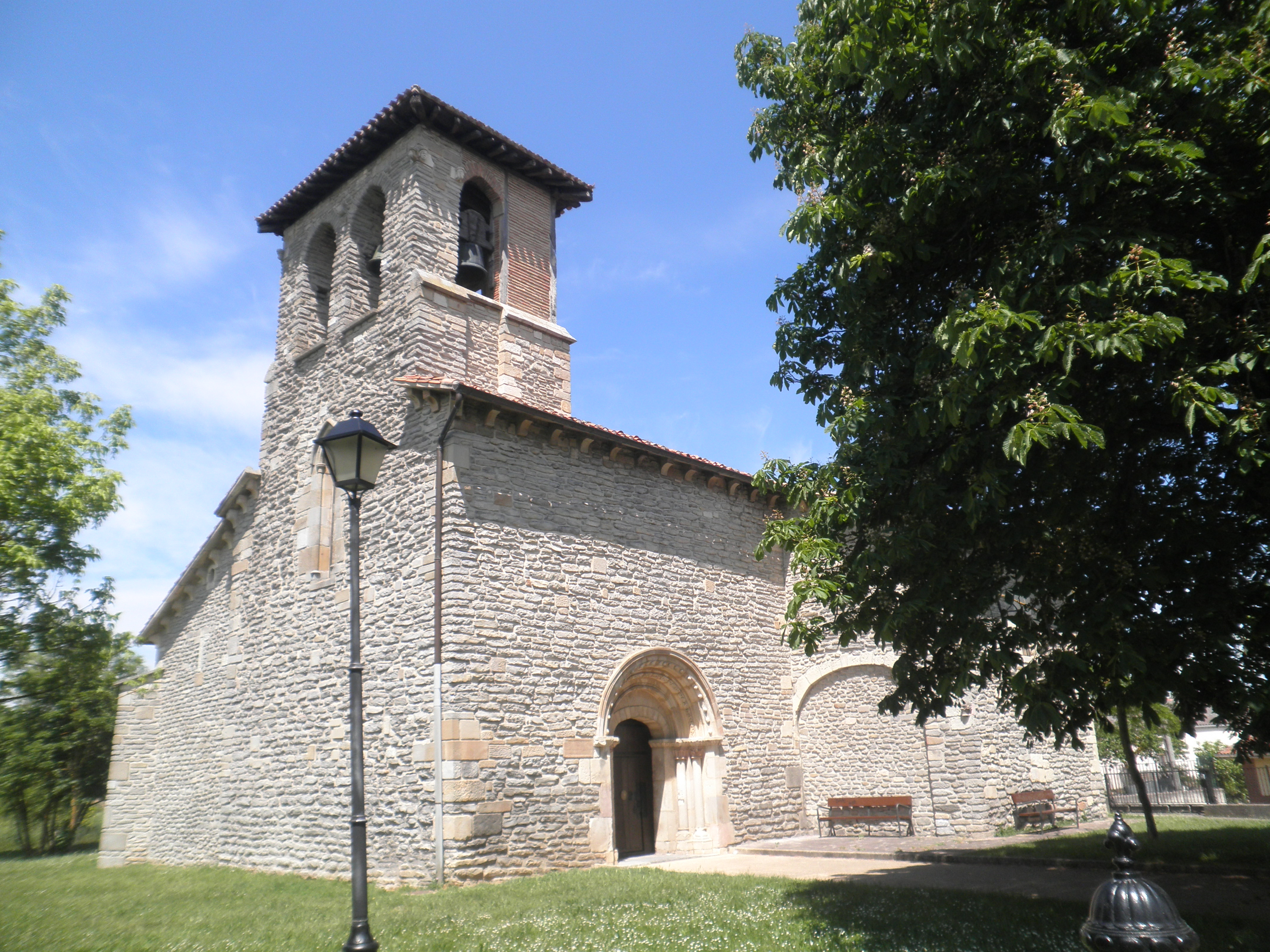
Vista de la ermita

Es el edificio (tanto religioso, como civil) más antiguo del barrio y que data del siglo XIII aproximadamente. Al templo se le incorpora un nuevo nombre, con la llegada del Cristo; y dicho Cristo es el que estaba en el Convento de Santa Catalina de Badaya, cuyos monjes decidieron trasladar a la ermita la talla del siglo XVI tras el abandono de los mismos a causa de la Desamortización de Mendizabal. A la talla se le tiene mucha devoción e incluso se le atribuyen poderes milagrosos, dicha veneración supuso la construcción de un vía crucis (cuya inauguración data de 1949) en la que todas las Semana Santas se realiza con presencia de muchos fieles, siendo el único Vía crucis que existe en Vitoria ciudad.
Con la construcción de nuevas viviendas en la calle Abetxuko (donde se ubica el Vía crucis), muchas de las cruces desaparecieron por estar en terrenos de las propiedades a edificar, llevando a litigios entre propietarios y personal de la diócesis de Vitoria; los restos de algunas de ellas (que cuentan con bajo valor patrimonial al ser construidas con ladrillo y cubiertas de hormigón, para darles aspecto de piedra) se apilaron en la zona trasera de la ermita. Apenas se conservan unas pocas en la actualidad, siendo las primeras que se ubican en el cruce de la carretera de Abetxuko con la calle Abetxuko, y las ubicadas al final del camino en el pequeño cerro donde se levanta el templo.

### Puente Viejo de Abetxuko

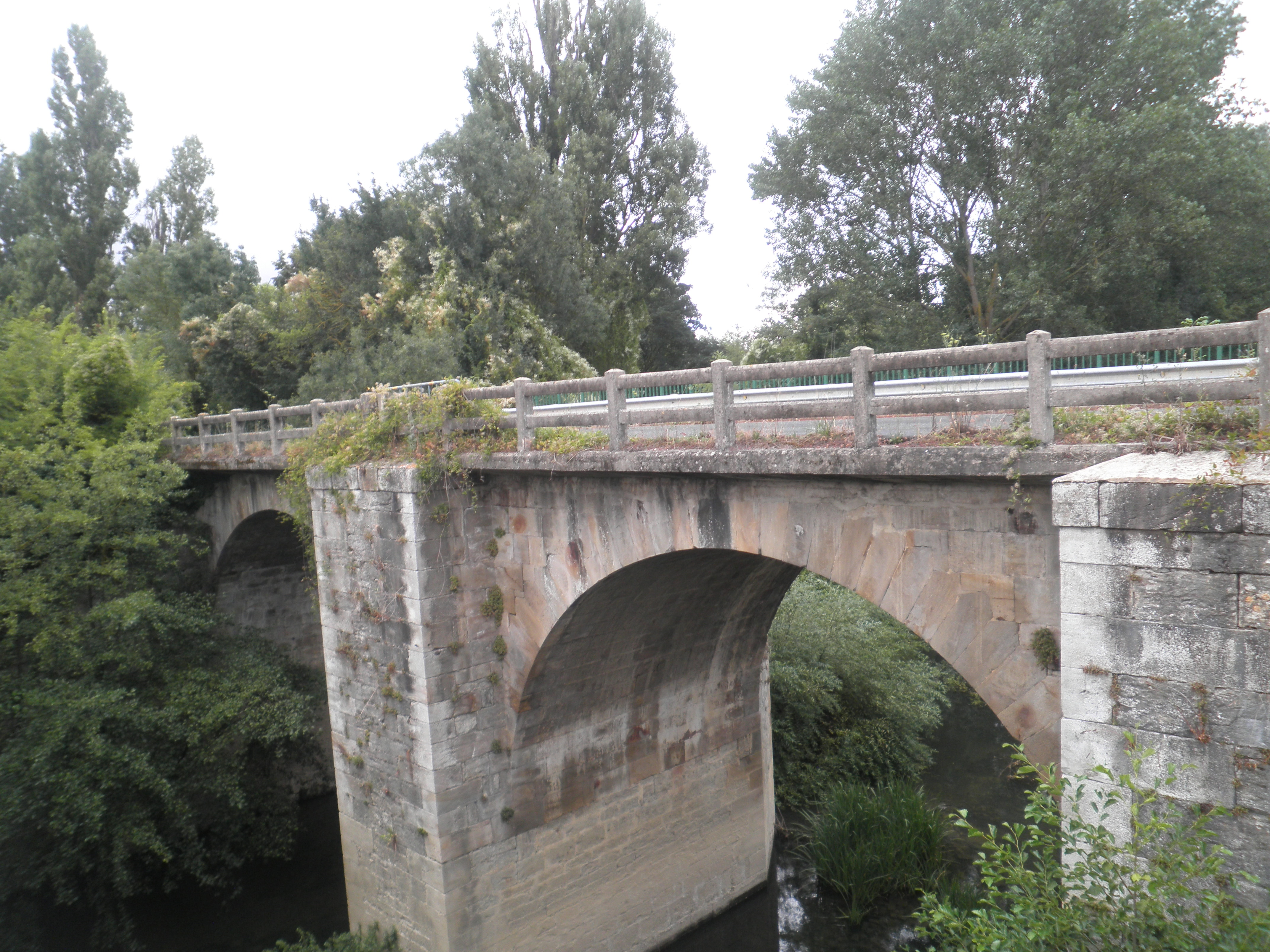
El puente en su estado original (tras la última reforma en los 50), dos meses antes de iniciar las obras de reconstrucción (agosto de 2015)

Otro de los monumentos del barrio es el llamado Puente Viejo de Abetxuko, el cual es la infraestructura más antigua de su tipo en el barrio. El puente original data del siglo XVI y fue reconstruido entre 1839 y 1840 tras la Primera Guerra Carlista. Con la construcción del barrio y la llegada de los primeros habitantes (1959), el puente fue asfaltado y contaba con una carretera con un carril en cada sentido y una estrecha acera.
La necesidad de ampliar el puente para hacer llegar el tranvía y dotar de más espacio a los vehículos, hizo que el ayuntamiento construye el Puente Nuevo que quedó inaugurado para el año 2007. El hecho de poseer un nuevo puente hizo que el ayuntamiento manifestara su deseo de derribar el antiguo, bajo el argumento de que taponaba el caudal del río Zadorra; tras esto, los vecinos se manifestaron en contra de derribar el puente viejo y el ayuntamiento lo dejó en su emplazamiento habitual. Tras sufrir un derrumbe en el año 2012 en uno de los laterales, el ayuntamiento cerró el puente al tránsito peatonal, hasta que se decidió reformar la estructura en el 2015.
Actualmente (2017) las obras quedan finalizadas por parte de URA, siendo el ayuntamiento quien tenga que terminar las obras y conectar todas las partes del Puente Viejo.